# 巴特·斯圖帕克
巴特·斯圖帕克（英語：Bart Stupak；1952年2月29日—）是美国的一位政治人物和遊說集團成員。在1993年至2011年期間，他是密西根州第一國會選區選出的聯邦眾議員。他的黨籍是民主黨。2010年，斯圖帕克宣布不會尋求競選連任。